# Aporodesmus fractus
Aporodesmus fractus är en mångfotingart som beskrevs av Chamberlin 1927. Aporodesmus fractus ingår i släktet Aporodesmus och familjen Cryptodesmidae. Inga underarter finns listade i Catalogue of Life.